# 戈羅季謝 (利京區)
49°22′1″N 28°6′13″E / 49.36694°N 28.10361°E
戈羅季謝（烏克蘭語：Городище），是烏克蘭的村落，位於該國西南部文尼察州，由文尼察區負責管轄，始建於690年，面積0.29平方公里，海拔高度256米，2001年人口1,273，人口密度每平方公里4,451.05人。